# Diocesi di Guanhães
La diocesi di Guanhães (in latino: Dioecesis Guanhanensis) è una sede della Chiesa cattolica in Brasile suffraganea dell'arcidiocesi di Diamantina. Nel 2021 contava 255.000 battezzati su 269.931 abitanti. È retta dal vescovo Otacílio Ferreira de Lacerda.

## Territorio
La diocesi comprende 28 comuni nella parte centro-orientale dello stato brasiliano di Minas Gerais: Guanhães, Água Boa, Braúnas, Cantagalo, Carmésia, Coluna, Conceição do Mato Dentro, Divinolândia de Minas, Dom Joaquim, Dores de Guanhães, Ferros, Frei Lagonegro, Joanésia, José Raydan, Materlândia, Morro do Pilar, Paulistas, Peçanha, Rio Vermelho, Sabinópolis, Santa Maria do Suaçuí, Santo Antônio do Rio Abaixo, São João Evangelista, São José do Jacuri, São Pedro do Suaçuí, São Sebastião do Maranhão, Senhora do Porto e Virginópolis.
Sede vescovile è la città di Guanhães, dove si trova la cattedrale di San Michele.
Il territorio si estende su una superficie di 15.047 km² ed è suddiviso in 27 parrocchie, raggruppate in 7 zone pastorali: São Miguel, Bom Jesus, São João Evangelista, Nossa Senhora das Dores, Nossa Senhora do Amparo, São Sebastião e Sant'Ana.

## Storia
La diocesi è stata eretta il 24 maggio 1985 con la bolla Recte quidem di papa Giovanni Paolo II, ricavandone il territorio dall'arcidiocesi di Diamantina e dalle diocesi di Governador Valadares e di Itabira-Fabriciano.
Il 20 gennaio 2016 ha ceduto il comune di São José da Safira alla diocesi di Governador Valadares.

## Cronotassi dei vescovi
Si omettono i periodi di sede vacante non superiori ai 2 anni o non storicamente accertati.
- Antônio Felippe da Cunha, S.N.D. † (8 dicembre 1985 - 5 marzo 1995 deceduto)
  - Sede vacante (1995-1998)
- Emanuel Messias de Oliveira (14 gennaio 1998 - 16 febbraio 2011 nominato vescovo di Caratinga)
- Jeremias Antônio de Jesus (30 maggio 2012 - 4 luglio 2018 dimesso)[2]
- Otacílio Ferreira de Lacerda, dal 19 giugno 2019

## Statistiche
La diocesi nel 2021 su una popolazione di 269.931 persone contava 255.000 battezzati, corrispondenti al 94,5% del totale.
| anno | popolazione | popolazione | popolazione | presbiteri | presbiteri | presbiteri | presbiteri                | diaconi | religiosi | religiosi | parrocchie |
| anno | battezzati  | totale      | %           | numero     | secolari   | regolari   | battezzati per presbitero | diaconi | uomini    | donne     | parrocchie |
| ---- | ----------- | ----------- | ----------- | ---------- | ---------- | ---------- | ------------------------- | ------- | --------- | --------- | ---------- |
| 1990 | 301.000     | 306.000     | 98,4        | 26         | 23         | 3          | 11.576                    |         | 3         | 29        | 27         |
| 1999 | 314.000     | 349.000     | 90,0        | 23         | 23         |            | 13.652                    |         |           | 9         | 28         |
| 2000 | 317.000     | 353.000     | 89,8        | 22         | 22         |            | 14.409                    |         |           | 9         | 28         |
| 2001 | 230.000     | 269.000     | 85,5        | 23         | 23         |            | 10.000                    |         |           | 9         | 28         |
| 2002 | 230.000     | 269.000     | 85,5        | 22         | 22         |            | 10.454                    |         |           | 8         | 28         |
| 2003 | 242.938     | 270.000     | 90,0        | 20         | 20         |            | 12.146                    |         |           | 8         | 27         |
| 2004 | 245.000     | 269.931     | 90,8        | 22         | 22         |            | 11.136                    | 1       |           | 5         | 27         |
| 2006 | 229.264     | 257.581     | 89,0        | 23         | 23         |            | 9.968                     | 1       |           | 5         | 27         |
| 2013 | 252.000     | 283.000     | 89,0        | 31         | 29         | 2          | 8.129                     |         | 2         | 13        | 29         |
| 2016 | 257.800     | 289.000     | 89,2        | 33         | 30         | 3          | 7.812                     | 36      | 3         | 8         | 28         |
| 2019 | 263.800     | 296.300     | 89,0        | 30         | 30         |            | 8.793                     | 36      |           | 8         | 27         |
| 2021 | 255.000     | 269.931     | 94,5        | 29         | 29         |            | 8.793                     | 36      |           | 2         | 27         |